# Bahnstrecke Rudolstadt-Schwarza–Bad Blankenburg
| |                         |                              |                              |
| Streckennummer (DB): | 6685                    |                              |                              |
| Kursbuchstrecke: | 163a (1934) 188d (1944) |                              |                              |
| Streckenlänge: | 4,28 km                 |                              |                              |
| Spurweite: | 1435 mm (Normalspur)    |                              |                              |
| Maximale Neigung: | 20 ‰                    |                              |                              |
| Minimaler Radius: | 250 m                   |                              |                              |
| |                         |                              |                              |
| \| \| \| von Großheringen \| \| \| \| 0,00 \| Rudolstadt-Schwarza \| Rudolstadt-Schwarza \| \| \| \| nach Saalfeld (Saale) \| \| \| \| \| Schwarza \| \| \| \| \| B 88 \| \| \| \| 1,23 \| Rudolstadt-Schwarza West \| Rudolstadt-Schwarza West \| \| \| \| B 88 \| \| \| \| \| von Saalfeld (Saale) \| \| \| \| 4,28 \| Bad Blankenburg (Thüringerw) \| Bad Blankenburg (Thüringerw) \| \| \| \| nach Arnstadt Hbf \| \| |                         |                              |                              |
| Strecke |                         | von Großheringen             | von Großheringen             |
| Bahnhof | 0,00                    | Rudolstadt-Schwarza          | Rudolstadt-Schwarza          |
| Abzweig ehemals geradeaus und nach links |                         | nach Saalfeld (Saale)        | nach Saalfeld (Saale)        |
| Brücke über Wasserlauf (Strecke außer Betrieb) |                         | Schwarza                     | Schwarza                     |
| Strecke mit Straßenbrücke (Strecke außer Betrieb) |                         | B 88                         | B 88                         |
| Haltepunkt / Haltestelle (Strecke außer Betrieb) | 1,23                    | Rudolstadt-Schwarza West     | Rudolstadt-Schwarza West     |
| Bahnübergang (Strecke außer Betrieb) |                         | B 88                         | B 88                         |
| Abzweig ehemals geradeaus und von links |                         | von Saalfeld (Saale)         | von Saalfeld (Saale)         |
| Bahnhof | 4,28                    | Bad Blankenburg (Thüringerw) | Bad Blankenburg (Thüringerw) |
| Strecke |                         | nach Arnstadt Hbf            | nach Arnstadt Hbf            |

Die Bahnstrecke Rudolstadt-Schwarza–Bad Blankenburg war eine eingleisige Nebenbahn im heutigen Thüringen. Sie verband die Bahnhöfe Rudolstadt-Schwarza und Bad Blankenburg mit nur einem Zwischenhalt.

## Geschichte

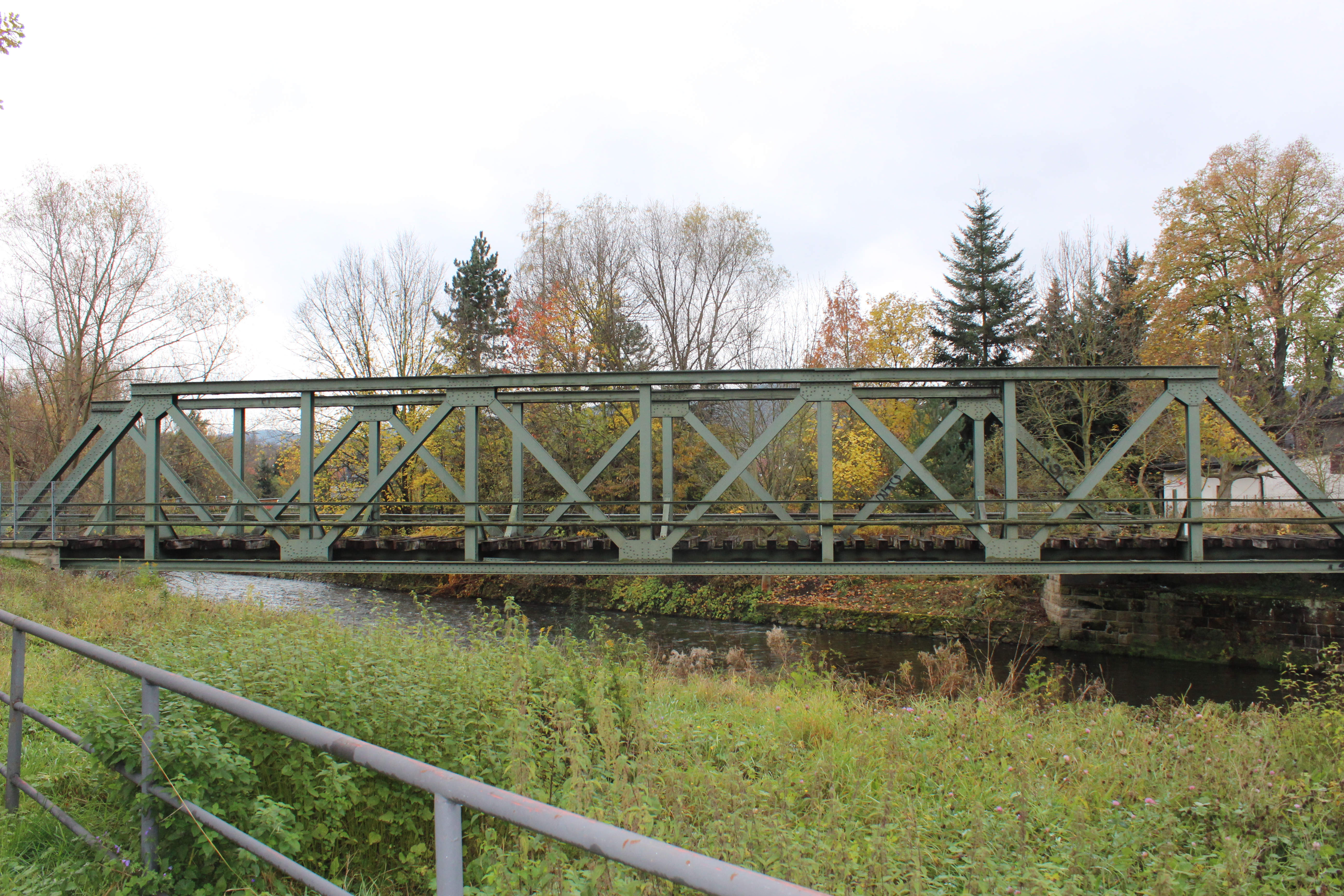
Brücke über die Schwarza in Schwarza (2017)

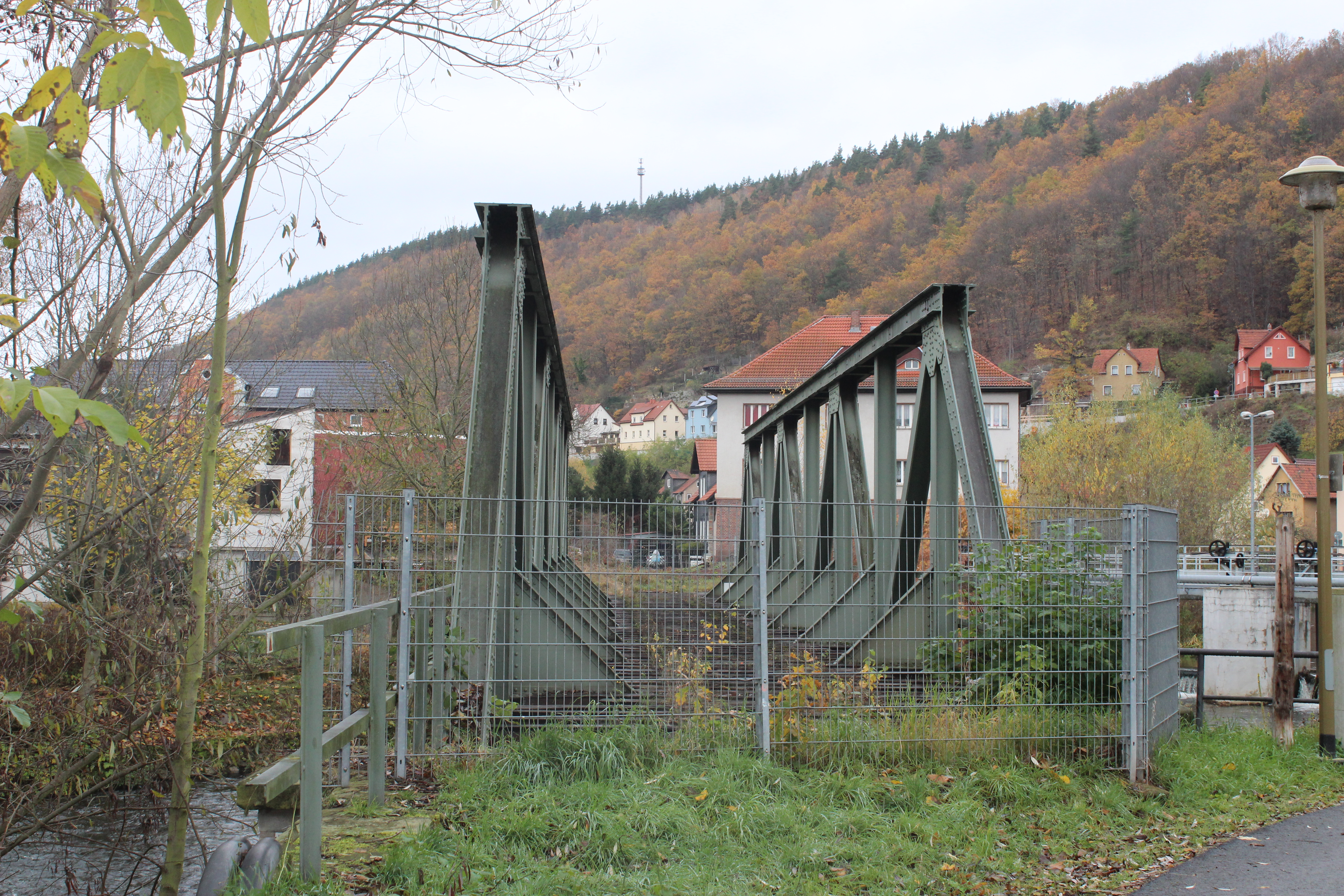
Brücke über die Schwarza in Schwarza (2017)

Die Saal-Eisenbahn-Gesellschaft wurde 1871 gegründet, die noch im selben Jahr mit den Bauarbeiten an der Saalbahn begann. Schon zu dieser Zeit entstanden erste Projekte eine Stichbahn von Rudolstadt oder Schwarza über Schwarzburg bis nach Eisfeld. Ebenfalls wurde über eine Verbindung von Schwarza über Ilmenau und Ohrdruf nach Gotha nachgedacht. Der Betrieb auf der Saalbahn wurde 1874 aufgenommen, da der Bau der Strecke aber teurer als geplant ausfiel, befand sich die Gesellschaft in ständigen finanziellen Schwierigkeiten. So plante man noch 1874 eine Stichbahn Richtung Thüringer Wald, um durch die Vergrößerung des Einzugsgebiets die Einnahmen zu erhöhen. Am 19. Dezember 1876 wurde vom Großherzogtum Sachsen-Weimar-Eisenach, dem Herzogtum Sachsen-Coburg und Gotha und den Fürstentümern Schwarzburg-Rudolstadt und Schwarzburg-Sondershausen ein Staatsvertrag abgeschlossen, damit sollte ein Bahnbau Schwarza–Ohrdruf einheitlich gefördert werden (Ohrdruf war mittlerweile mit der Bahnstrecke Gotha–Ohrdruf ans Bahnnetz angeschlossen worden). Insbesondere Schwarzburg-Rudolstadt unterstützte den Bahnbau ganz erheblich.
Die Saal-Eisenbahn-Gesellschaft wurde am 26. September durch einen Staatsvertrag zwischen dem Großherzogtum Sachsen-Weimar-Eisenach, den Herzogtümern Sachsen-Altenburg und Sachsen-Meiningen sowie dem Fürstentum Schwarzburg-Rudolstadt mit dem Bahnbau Schwarza–Blankenburg beauftragt. Am 21. Dezember 1883 erhielt die Bahngesellschaft die Konzession für die Strecke, eine Verlängerung war darin bereits vorgesehen. Ebenso hätte eine andere Gesellschaft die Streckenverlängerung bauen können, dann hätte die Saal-Eisenbahn-Gesellschaft ihren Streckenteil Schwarza–Blankenburg zum Baukostenpreis verkaufen müssen.
Mit dem Streckenbau wurde am 6. März 1884 begonnen, als Fertigstellungstermin war in der Konzession der 1. Juni 1885 vorgesehen. Da bis auf die Schwarzabrücke keine nennenswerten Schwierigkeiten bestanden, wurde die Stichbahn nach einer Bauzeit von nicht einmal einem halben Jahr am 1. August 1884 eröffnet. Insgesamt wurde die Strecke recht einfach gehalten, so wurden noch brauchbare Schienen der Saalbahn eingebaut. Auch die Gebäude wurden von anderen Station der Saalbahn umgesetzt, so ein Lokschuppen und ein Güterschuppen aus Saalfeld und ein Empfangsgebäude aus Rothenstein.
Die Saal-Eisenbahngesellschaft wurde 1895 von der preußischen Staatsbahn aufgekauft. Zu Veränderungen der Verkehrsströme führten erst weitere Streckeneröffnungen ab 1895 mit Bahnstrecke Arnstadt–Saalfeld und 1905 mit der Schwarzatalbahn. Fortan begannen alle Züge im Normalfall in Rudolstadt und folgten westlich von Bad Blankenburg der Schwarzatalbahn bis Katzhütte.
Die Strecke hatte ihre Bedeutung im Berufs- und Ausflugsverkehr; auch der tägliche Schnellzug Katzhütte–Dresden fuhr bis 1991 über diese Strecke.
Die Strecke führte im Schwarzatal auch durch die Ortslage von Rudolstadt-Schwarza, was wegen der Straßenkreuzungen zunehmend als problematisch angesehen wurde.
Wegen Oberbaumängeln wurde am 28. Mai 2000 der SPNV eingestellt. Die Genehmigung zur Stilllegung der Strecke durch das Eisenbahn-Bundesamt erfolgte am 28. November 2000; umgesetzt wurde die Stilllegung am 21. Dezember 2000.

## Streckenbeschreibung

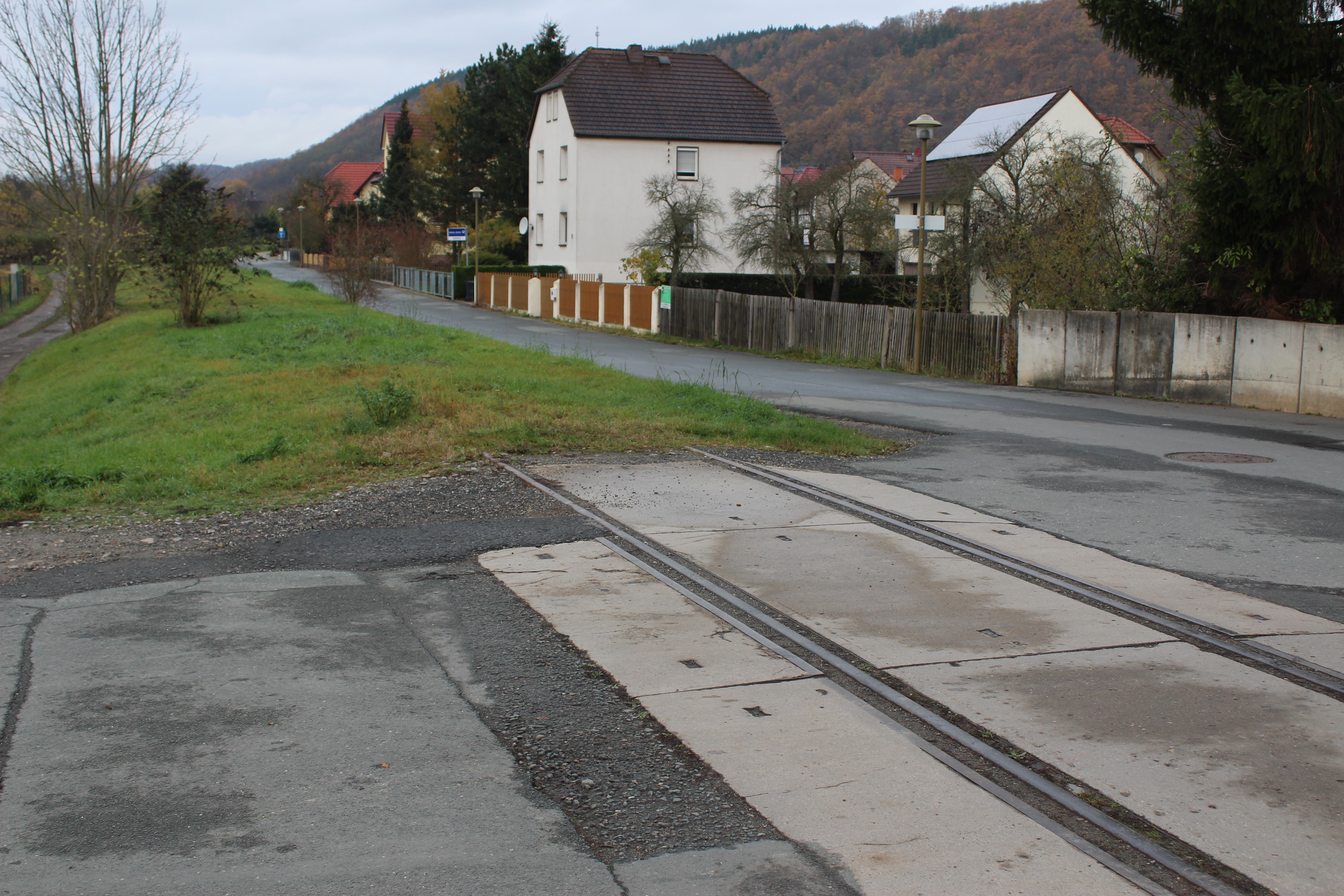
Gleisreste in Schwarza (2017)

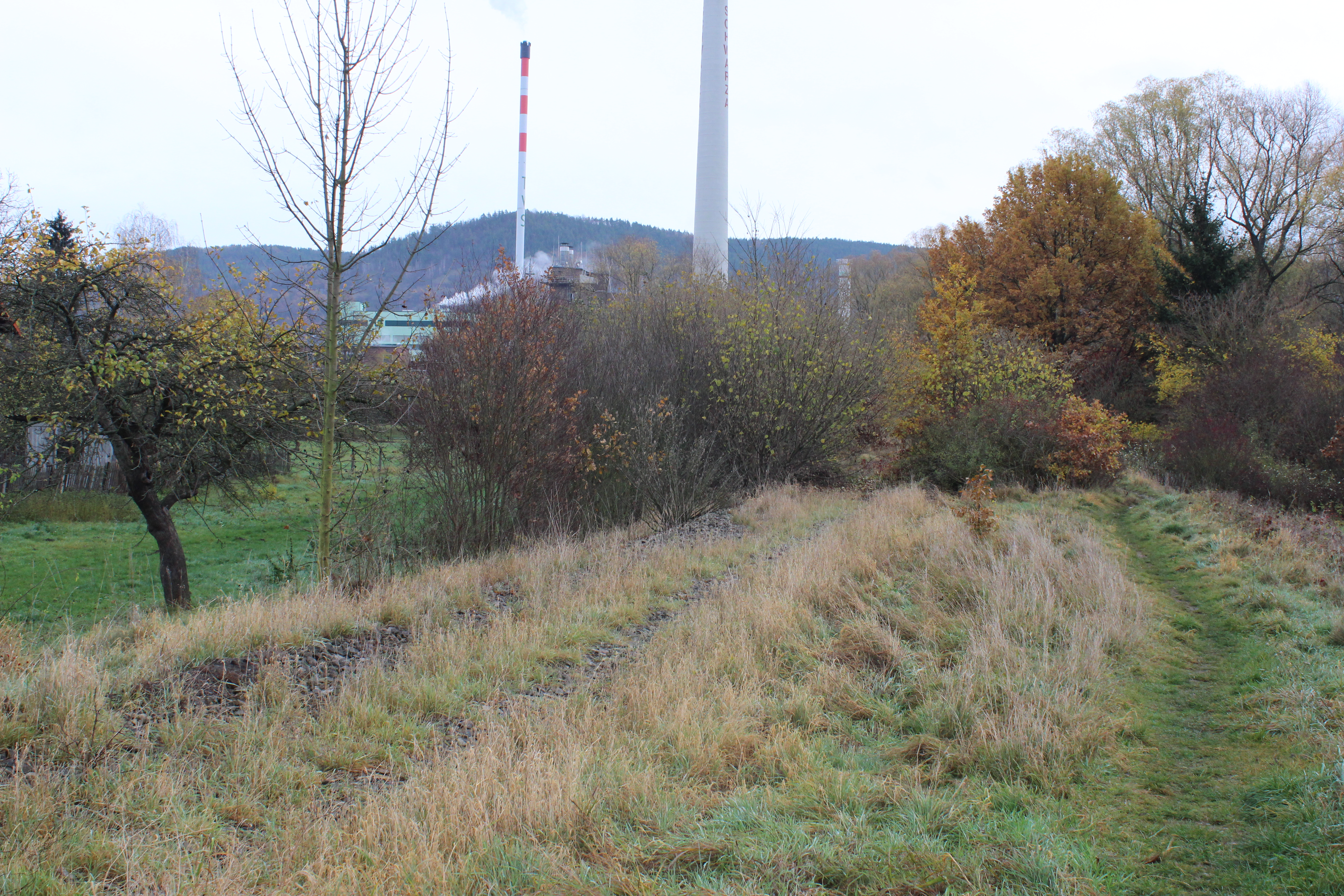
Früheres Gleisbett in Schwarza (2017)

### Verlauf
Die 4,26 km lange Strecke verließ den Bahnhof Schwarza in westlicher Richtung, querte die Schwarza um dann entlang des Flusses bis zum Bahnhof Blankenburg zu verlaufen. Etwa 1,5 km der Strecke befand sich in der Horizontalen, die restlichen rund 2,8 km in einer Steigung von bis zu 20 ‰. Der minimale Radius betrug 250 m, insgesamt lagen circa 1,7 km Strecke im Gleisbogen.

### Betriebsstellen
Bahnhof Rudolstadt-Schwarza
Der Bahnhof Schwarza wurde mit der Saalbahn 1874 eröffnet, obwohl hier zuerst noch gar keine Station vorgesehen war. Die schon 1880 gegründete Zellstofffabrik erhielt 1914 ein eigenes Anschlussgleis. Aus dem Komplex entwickelte sich später ein Chemiefaserwerk. Auch heute werden noch mehrere Betriebe über Anschlussgleise bedient.
Haltepunkt Rudolstadt-Schwarza West
Der Haltepunkt Schwarza West wurde am 1. Februar 1928 auf Bestreben von Schwarza eröffnet. Er erschloss die südlich der Schwarza liegenden Ortsteile.
Bahnhof Bad Blankenburg (Thüringerw)
Bereits mit der Eröffnung der Bahnstrecke Arnstadt–Saalfeld musste der Bahnhof Bad Blankenburg umgebaut werden. So zweigte die Strecke nach Schwarza noch vor den Güteranlagen aus dem Bahnhof aus. In den folgenden Jahrzehnten steigerte sich der Verkehr immer weiter, sodass auch mehrere Anschlussbahnen zu verschiedenen Industriebetrieben verlegt wurden.
Nach der Wende 1989/90 sank die Bedeutung des Bahnhofs rapide, die Anschlussbahnen sind nicht mehr vorhanden und die einst ausgedehnten Gleisanlagen sind mittlerweile abgebaut.